# Giuseppe Costanzo
Giuseppe Costanzo (ur. 2 stycznia 1933 w Carruba di Riposto) – włoski duchowny rzymskokatolicki, w latach 1989-2008 arcybiskup Syrakuz.

## Życiorys
Święcenia kapłańskie przyjął 15 sierpnia 1955. 21 lutego 1976 został mianowany biskupem pomocniczym Acireale ze stolicą tytularną Mazaca. Sakrę biskupią otrzymał 4 kwietnia 1976. Od 17 listopada 1979 był urzędnikiem Kurii Rzymskiej. 6 sierpnia 1982 objął rządy w diecezji Nola, a 7 grudnia 1989 został mianowany arcybiskupem Syrakuz. 12 września 2008 przeszedł na emeryturę.